# キズキ共育塾
キズキ共育塾（きずききょういくじゅく）は、株式会社キズキの運営する日本の学習塾である。不登校や中退、発達障害、引きこもりなどの人々に対して学び直し支援を提供している。

## 基本情報
- 名称 = キズキ共育塾
- 設立 = 2010年
- 種類 = 個別指導塾（民間教育支援組織）
- 本部 = 東京都渋谷区代々木
- 創設者 = 安田祐輔
- 代表者 = 安田祐輔（代表取締役社長）
- 活動地域 = 日本全国（校舎16＋オンライン）
- 目的 = 不登校・中退・発達障害など多様な背景のある方々の学び直し支援
- 親組織 = 株式会社キズキ
- ウェブサイト = kizuki.or.jp

## 概要
創業者の安田祐輔は発達障害（ASD/ADHD）によるいじめや家庭の崩壊など、困難な少年時代を過ごした。高校時代には偏差値30台からの学び直しを経て、20歳で国際基督教大学（ICU）教養学部国際関係学科に入学。卒業後は総合商社に入社するも、うつ病を発症し退職。その後、引きこもり生活を経験した。2011年、自身の経験をもとに、同様の困難を抱える若者を支援するため、「キズキ共育塾」を開塾。開塾当初はNPO法人キズキが、2015年からは株式会社キズキが運営を行っている。完全1対1の個別指導によって、不登校・中退・発達障害などの当事者を対象に、学び直しや進学支援を行っている。

## 沿革
- 2010年 - 代表安田が、横浜市/内閣府からの創業支援によって[要出典]、不登校・ひきこもりの若者支援（キズキ共育塾）をスタート
- 2011年 - NPO法人キズキ設立、運営を移管[5]
- 2015年 - 株式会社キズキ設立、運営を移管[6]
- 2019年7月 - 吉祥寺校（東京都武蔵野市）開校[7]
- 2021年6月 - 京都校（京都市下京区）開校[8]
- 2021年8月 - 名古屋校（愛知県名古屋市）開校[9]
- 2024年10月 - 神戸校（神戸市中央区）開校[10]
- 2024年11月 - 大宮校（さいたま市）開校[11]
- 2024年11月 - 三軒茶屋校（東京都世田谷区）開校[12]

## 校舎
2025年5月時点で、以下の校舎を展開している：
- 大宮校（埼玉県さいたま市大宮区）
- 西新宿校（東京都新宿区）
- 代々木校（東京都渋谷区）
- 秋葉原校（東京都台東区）
- 池袋校（東京都豊島区）
- 吉祥寺校（東京都武蔵野市）
- 町田校（東京都町田市）
- 横浜校（神奈川県横浜市西区）
- 武蔵小杉校（神奈川県川崎市中原区）
- 名古屋校（愛知県名古屋市中村区）
- 安城駅前校（愛知県安城市）
- 京都校（京都府京都市下京区）
- 大阪校（大阪府大阪市北区）
- 天王寺校（大阪府大阪市阿倍野区）
- 神戸校（兵庫県神戸市中央区）
- オンライン校（全国対応）

## メディア掲載
- 2019年6月：BuzzFeed Japanにて、代表・安田祐輔の半生と起業に至るまでの経緯が紹介された。[15]
- 2021年12月：NHK Eテレ「ハートネットTV」にて、発達障害のある若者の学び直し支援事例として紹介された。[16][出典無効]
- 2022年6月：朝日新聞EduAにて、2日連続の特集記事として、塾の活動と代表へのインタビューが掲載された。[17][18]
- 2023年12月：産経新聞にて、不登校相談員・半村進のコメントが掲載された。[19]
- 2024年11月：日本経済新聞にて、不登校相談員・半村進の取材記事が掲載された。[20]
- 2024年11月：産経新聞にて、不登校相談員・半村進と泉友の取材記事が掲載された。[21]
- 2025年2月：朝日新聞にて、不登校相談員・半村進の取材記事が掲載された。[22]
- 2025年2月：『AERA』にて、不登校相談員・泉友の取材記事が掲載された。[23]
- 2025年3月：朝日新聞にて、不登校相談員・半村進の取材記事が掲載された。[24]
- 2025年5月：産経新聞にて、不登校相談員・半村進のインタビューが紹介された。[25]
- 2025年5月：朝日新聞デジタルにて、「連休明けの不登校パーフェクトガイド」が紹介された。[26]
- 2025年5月：毎日新聞にて、不登校相談員・伊藤真依のインタビューが紹介された。[27]